# Lac Mari Menuco
Le lac Mari Menuco est un grand lac artificiel situé dans la province argentine de Neuquén en Patagonie septentrionale et contenant les eaux du Río Neuquén. Il est né à la suite de la déviation de la majeure partie du puissant débit de la rivière vers une dépression située au sud du lit originel, donc hors de la vallée originelle. Cette déviation est effectuée grâce au barrage de Portezuelo Grande.
La partie supérieure de cette dépression est occupée par le lac Los Barreales, lequel est retenu par un deuxième barrage appelé Presa de Loma de la Lata. Celui-ci sépare le lac Los Barreales du lac Mari Menuco.

## Complexe hydroélectrique
Le lac Mari Menuco fait partie du complexe hydroélectrique de Cerros Colorados :

## Situation
Ses coordonnées approximatives sont 38°40' de latitude sud, et 68°40' de longitude ouest.

## Description
Concernant la description du lac Mari Menuco :
- Sa surface se trouve à une altitude de 414 mètres.
- Son niveau peut fluctuer de 1 mètre.
- Sa superficie est de 173 900 000 m2 soit 173,9 km2 (plus ou moins 4 fois celle du lac du Bourget en France).
- Sa profondeur moyenne est de 79,3 mètres.
- Sa profondeur maximale est de 140 mètres.
- Le volume d'eau contenu est de 13,8 milliards de m³.
- La longueur de ses rives est de 77,5 kilomètres.
- Le temps de résidence des eaux est de 1,2 an.
- L'étendue de son bassin versant est celle du Río Neuquén au niveau du barrage de Portezuelo Grande soit 20 000 km2 environ.
- Son émissaire, le Río Neuquén a un débit de plus ou moins 360 mètres cubes par seconde à la sortie du lac.